# Bolhás, Somogy
Bolhás  este un sat în districtul Nagyatád, județul Somogy, Ungaria, având o populație de 442 de locuitori (2011). 

## Demografie
Componența etnică a satului Bolhás
     Maghiari (90,54%)
     Romi (9,46%)
Componența confesională a satului Bolhás
     Romano-catolici (68,78%)
     Reformați (11,76%)
     Fără religie (9,28%)
     Necunoscută (10,18%)
Conform recensământului din 2011, satul Bolhás avea 442 de locuitori. Din punct de vedere etnic, majoritatea locuitorilor (90,54%) erau maghiari, cu o minoritate de romi (9,46%).  Din punct de vedere confesional, majoritatea locuitorilor (68,78%) erau romano-catolici, existând și minorități de reformați (11,76%) și persoane fără religie (9,28%). Pentru 10,18% din locuitori nu este cunoscută apartenența confesională.